# Генеральная дирекция внутренней безопасности
Главное управление (генеральная дирекция) внутренней безопасности (ГУВБ) МВД (DGSI) — контрразведка Французской республики, одна из специальных служб Франции. ГУВБ сформировано в составе МВД в 2014 году в результате реорганизации Главного управления внутренней разведки (ГУВР/DCRI) Министерства внутренних дел Франции.

## История

### Усиление контрразведкиМВД(2007 г.)
Еще в бытность министром внутренних дел Н. Саркози высказывалась инициатива серьезного расширения полномочий органов контрразведки МВД. В должности президента Республики Н. Саркози поручил министру внутренних дел своего кабинета М.Аллио-Мари провести централизацию служб контрразведки и безопасности. В результате принятых политических решений осенью 2007 г. было объявлено о расширении функций Директората территориального наблюдения (DST) МВД (контрразведки) путём передачи в его состав Центрального отдела общей информации Главного управления полиции (органа политической безопасности). С передачей политического надзора в состав контрразведки в МВД было сформировано единое подразделение контрразведки и политической безопасности под названием Главного управления внутренней разведки (ГУВР).

### Формирование ГУВР МВД (2009 г.)
Укрупненная структура контрразведки сохранило старое руководство Надзорного управления МВД (Б. Скарсени и П. Кальвар), одним из заместителем стал бывший начальник Центрального отдела общей безопасности (ЦО ОБ) полиции Р. Байи. Часть сотрудников ЦО ОБ ГУП были переведены на работу в подразделения объединенного ГУВР, но большая часть полицейского состава предпочли остаться в составе заново сформированного Центрального отдела общественной безопасности (ЦО ОБ) ГУП.

### Формирование ГУВБ МВД (2014 г.)
В 2012 г., после вступления в должность президента Ф. Олланда, в высших политических кругах Франции неоднократно говорилось о необходимости дальнейшего реформирования органов контрразведки МВД. Доклад парламентской комиссии по разведке, представленный в мае 2013 г. Социалистической партией Франции и Союзом за народное движение Франции, содержал критику работы контрразведки, в частности, в связи с неэффективностью её работы по предотвращению террористического акта в г. Тулуза в 2012 г.. В 2013 г. следующий министр внутренних дел М. Вальс объявил об очередной реформе контрразведки МВД, в реальности закончившейся переименованием ГУВР в Главное управление внутренней безопасности (ГУВБ/DGSI) МВД. ГУВБ МВД является основным органом контрразведки и государственной безопасности Французской Республики, имеющим прямое подчинение президенту и правительственным органам Республики.

## Задачи
Задачи ГУВБ МВД идентичны задачам, ранее возлагавшимся на ГУВР МВД:
- предотвращение и пресечение любых форм иностранного вмешательства (контрразведка);
- предотвращение и пресечение террористических актов, посягательств на безопасность государства, целостность территории или непрерывность деятельности французских учреждений;
- наблюдение за радикально настроенными лицами и группами, которые могут прибегнуть к насилию и нанести ущерб национальной безопасности;
- предотвращение и пресечение актов, посягающих на тайну национальной обороны или посягающих на экономический, промышленный или научный потенциал страны;
- предотвращение и пресечение деятельности, связанной с приобретением или производством оружия массового поражения;
- контроль за деятельностью международных преступных организаций, которая может оказывать воздействие на национальную безопасность;
- предупреждение и пресечение преступлений в сфере информационных технологий.

## Оперативная структура ГУВБ МВД

### Центральные управления
Оперативные подразделения ГУВБ МВД подчинены коллегии и аппарату начальника ГУВБ, а региональные управления безопасности МВД не подотчетны начальникам региональных управлений МВД (региональным префектам МВД).
- Главное управление контрразведки и безопасности
- Главное контрольное управление
- Административное управление
- Оперативно-техническое управление
- Региональные управления

### Региональные управления
Помимо Главного парижского управления, ГУВБ МВД имеет 6 региональных управлений:
- управление безопасности МВД по г. Лилль
- управление безопасности МВД по г. Ренн
- управление безопасности МВД по г. Мец
- управление безопасности МВД по г. Бордо
- управление безопасности МВД по г. Марсель
- управление безопасности МВД по г. Лион

### Оперативный центр контрразведки
В 2007 г. основные подразделения ГУВБ МВД передислоцированы в новый комплекс МВД в пригороде Парижа, н.п. Леваллуа-Перре (столичный округ Иль-де-Франс), где построен Главный контрразведывательный центр ГУВБ, соответствующий современным требованиям безопасности, в том числе по хранению и охране оперативных материалов и архивов.
Штат ГУВБ МВД в 2009 г. насчитывал более 3 тыс. военнослужащих и гражданских вольнонаемных сотрудников, большинство которых ранее работало в Надзорном управлении МВД, и некоторого количества бывших сотрудников Центрального управления общей безопасности. В аппарате ГУВБ на территории н. п. Леваллуа-Перре работает свыше полутора тысяч сотрудников, и ещё около полутора тысяч офицеров контрразведки распределены по региональным управлениям ГУВБ МВД. К 2012 г. штаты основных подразделений контрразведки были сокращены до 2900 сотрудников.

### Розыскные подразделения
ГУВБ МВД имеет в своём составе оперативно-розыскную группу (18 офицеров контрразведки МВД), в задачи которой входит осуществление задержаний, обысков и других оперативных мероприятий.

## Кадровая политика
Деятельность ГУВБ МВД Франции, согласно французскому законодательству. является предметом, подпадающим под закон об охране государственной тайны.
Приём на госслужбу в составе ГУВБ МВД осуществляется после строгого отбора, все кандидаты проходят проверку службой внутренней безопасности, включая доскональную проверку их прошлого. В ГУВБ МВД имеется совершенно секретная база данных под названием Cristina (Centralisation du Renseignement Intérieur pour la Sécurité du Territoire et des Intérêts NAtionaux), в которой, помимо персональных данных сотрудников ГУВБ, содержится информация об членах их семьей и их связях.
На основании Закона о национальной безопасности, данные этой базы данных не подлежат передаче на рассмотрение в Национальной комиссии по информатике и свободам (CNIL).